# Ласточка (фильм)
«Ласточка» — советский фильм 1957 года режиссёра Григория Липшица.

## Сюжет
В годы Гражданской войны в Севастополе пересекаются пути большевика Алексеева и следователя царской охранки Ярновского, знакомых по событиям 1912 года, когда в городе действовала подпольная группа большевиков «Ласточка». Сюжетная основа картины — история их встреч в прошлом.

## В ролях
- Валентин Черняк — Алексей Алексеев, матрос-большевик, партийный псевдоним «Микола»
- Владимир Дружников — Виктор Михайлович Ярновский, следователь охранки
- Тамара Алёшина — Вера Степановна
- Владимир Канделаки — Георгий Сергеевич Теофиди, владелец книжной лавки
- Вячеслав Воронин — Фёдор Граков, матрос, провокатор
- Всеволод Санаев — Мельгунов
- Александр Короткевич — Ткачук
- Степан Шкурат — Егор Силыч, старый рыбак
- Дмитрий Капка — рыбак
- Сергей Петров — вице-адмирал фон Альтенбах
- Валентин Дуклер — Крусс, командир крейсера «Рубин»
- Владимир Рудин — матрос Надейкин
- Михаил Глузский — матрос Щавель
- Борис Каллаш-Вербицкий — матрос Горбуша
- Александр Хвыля — священник
- Галина Ляпина — Лиза
- Борис Бибиков — эпизод

## Критика
Едва герои начинают говорить и двигаться, к ним пропадает всякий интерес. Всё в них и мелко, и бесцветно, и «чересчур». … Не довольствуясь искусственно запутанным сюжетным узлом, авторы «Ласточки» заковывают всех главных действующих лиц ещё в один круг — любовный, в центре которого — Вера. Чтобы оправдать любовь к ней героя — матроса Алексеева, при их первой встрече вводится диалог, из которого ясно, что они знали и любили друг друга раньше. Но от этого вся сюжетная линия не становится органичнее.— журнал «Искусство кино», № 12, 1958 - стр. 105